# 艺法画廊
艺法画廊（Ifa Gallery）是位于中国上海市和比利時布鲁塞尔-首都大区的一個当代艺术画廊。艺法画廊成立于2006年。

## 历史
艺法画廊起初位於M50创意园区，2008年8月，艺法画廊搬遷至萬航渡路。 2013年底，艺法画廊在布鲁塞尔-首都大区開設了分館。